# Clyster itys
Clyster itys är en skalbaggsart som beskrevs av Olivier 1789. Clyster itys ingår i släktet Clyster och familjen Dynastidae. Inga underarter finns listade i Catalogue of Life.